# Круглое (Ливенский район)
Кру́глое — село в Ливенском районе Орловской области России. Входит в состав Навесненского сельского поселения.

## География
Село находится на расстоянии 27 км к юго-востоку от города Ливны, административного центра района, и 148 км к юго-востоку от города Орёл, административного центра области.

### Часовой пояс
Село Круглое, как и вся Орловская область, находится в часовой зоне МСК (московское время). Смещение применяемого времени относительно UTC составляет +3:00.

## Население
| 2002 | 2010 |
| ---- | ---- |
| 481  | ↘359 |

### Национальный состав
Согласно результатам переписи 2002 года, в национальной структуре населения русские составляли 97 % из 481 чел.

## Известные уроженцы
- Репин, Илья Харитонович (1914—1994) — советский военнослужащий, старший сержант. Полный кавалер ордена Славы.